# Коробчатый магазин STANAG
«Коробчатый магазин STANAG» — это стандартный съемный коробчатый магазин для огнестрельного оружия, который был разработан в рамках стандартов НАТО (North Atlantic Treaty Organization) и получил название STANAG 4179. 

## История и назначение
STANAG (Standardization Agreement) 4179 был разработан для обеспечения совместимости боеприпасов и магазинов между различными видами стрелкового оружия, используемого в странах НАТО. Основная идея заключалась в том, чтобы сделать логистику боеприпасов проще и эффективнее, позволяя солдатам использовать магазины, произведенные разными странами, в разных винтовках.

## Конструкция

### Материалы
Магазины изготавливаются из различных материалов, включая сталь, алюминий и полимеры. Алюминиевые магазины легче, но могут быть менее прочными, чем стальные. Полимерные магазины обычно легкие и прочные, но их стоимость может быть выше.

### Емкость
Стандартная емкость магазинов STANAG — 30 патронов калибра 5.56x45 мм НАТО. Однако существуют варианты с меньшей (20 патронов) и большей емкостью (до 60 и более патронов).

### Конструкция корпуса
Магазин состоит из корпуса, пружины, подавателя и крышки. Пружина обеспечивает подачу патронов вверх, а подаватель (обычно пластиковый) выравнивает патроны для правильной подачи в патронник. Некоторые полимерные магазины имеют прозрачные окна, которые позволяют стрелку видеть количество оставшихся патронов.

## Применение

### Совместимость
Магазины STANAG совместимы с широким спектром стрелкового оружия, включая M16, M4, FN SCAR, HK416 и другие. Это обеспечивает универсальность и удобство использования в международных операциях.

### Тактические преимущества
Съемные магазины позволяют быстро перезаряжать оружие в боевых условиях, что является важным фактором для повышения эффективности и выживаемости солдат.

### Примеры оружия, использующего STANAG
- M16/M4

- FN SCAR

- HK416